# Lisain

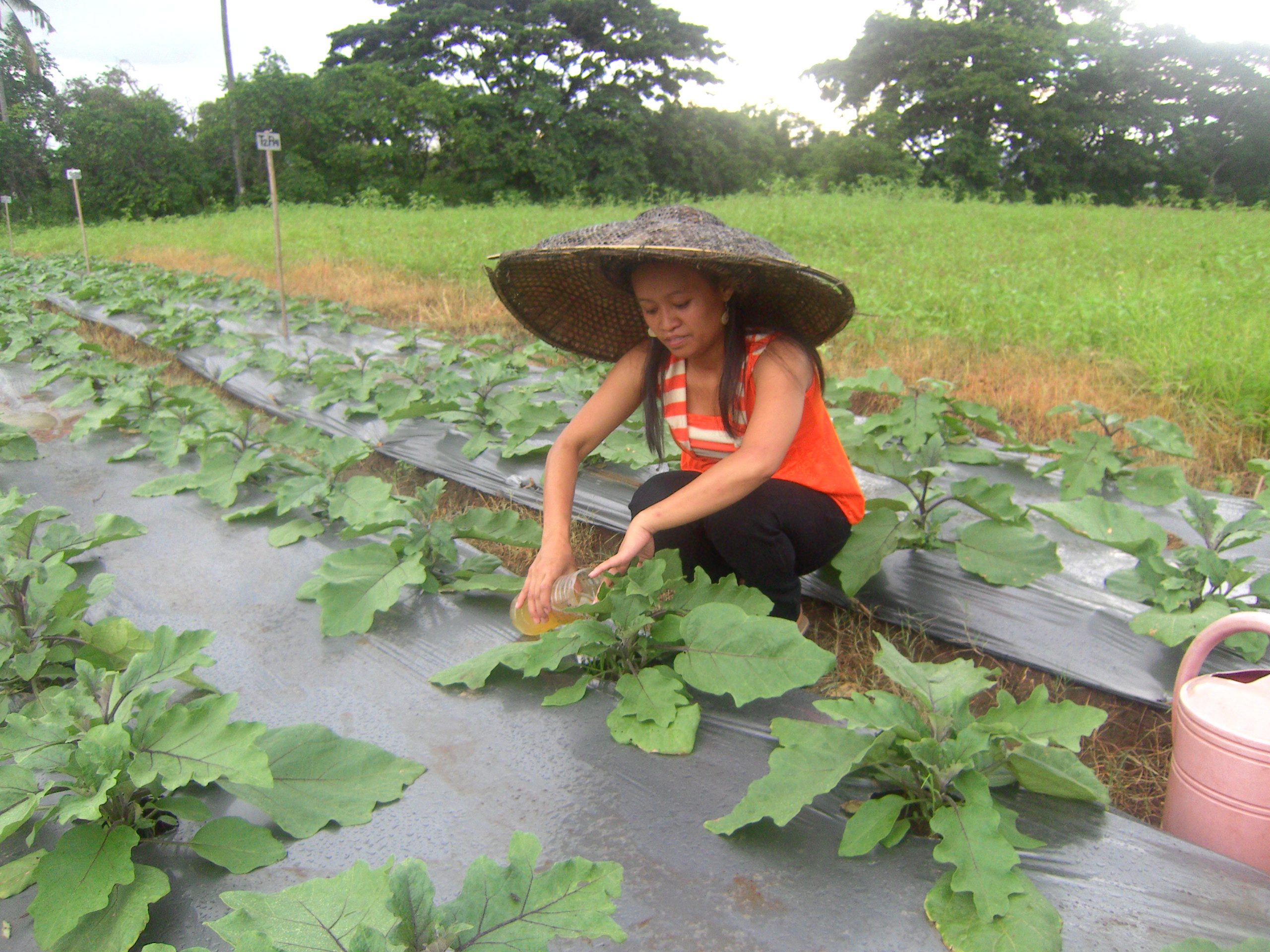
Essai de fertilisation en plein champ avec du lisain sur aubergines, Université Xavier, Philippines.

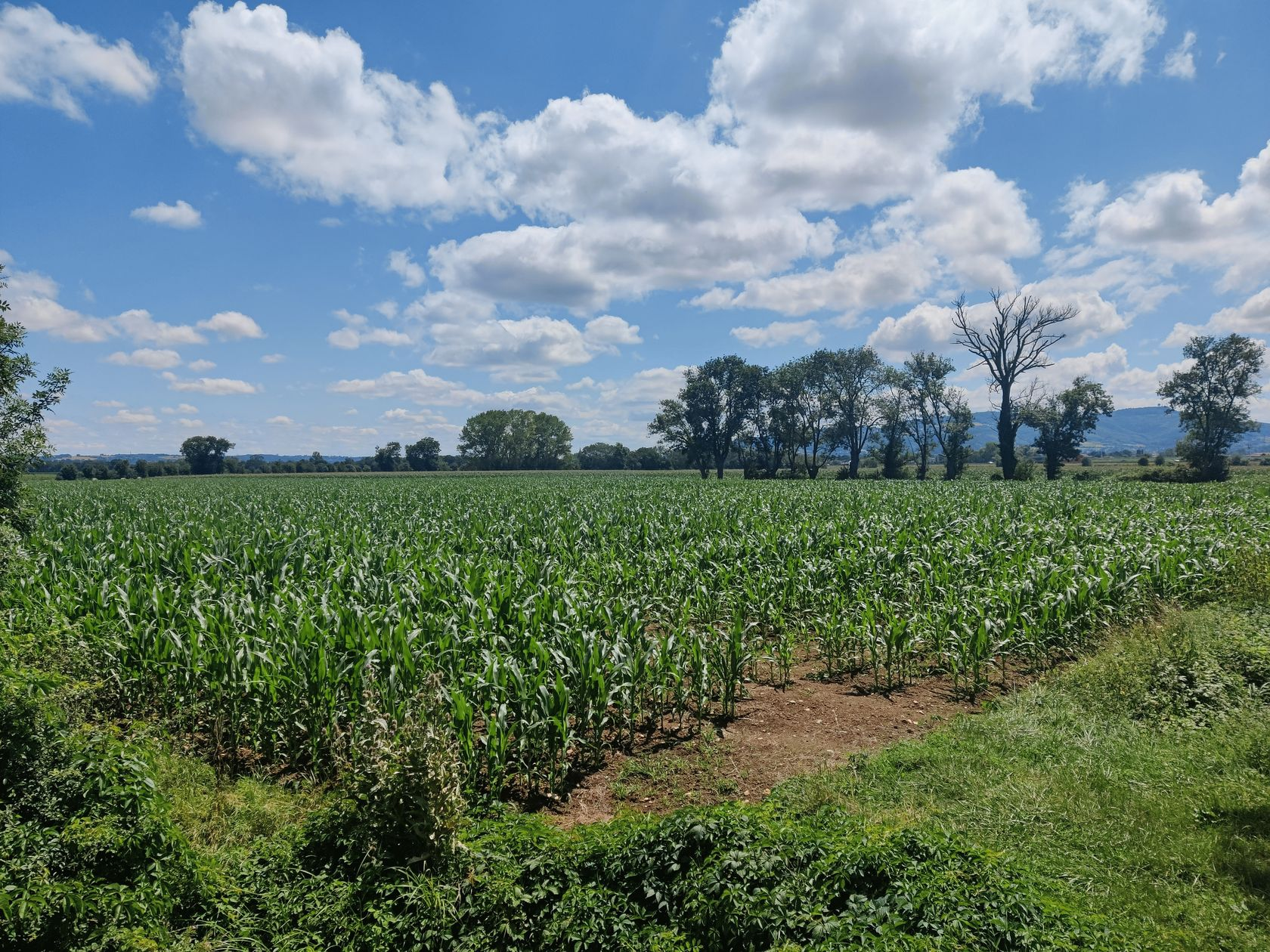
Parcelle de maïs fertilisée au lisain (10m3 - 168 UN) dans le cadre du projet Kolos, Quincieux (69), France

Le lisain est un fertilisant ou urinofertilisant produit avec de l'urine humaine brute traitée par simple stockage selon les recommandations émises par l'Organisation mondiale de la santé (OMS) en 2012. Dans le volume 4 des directives OMS pour l'utilisation sans risque des eaux usées, des excrétats et des eaux ménagères, des préconisations de durées de stockage et de températures d'exposition sont émises en fonction des usages agricoles du lisain. Ces préconisations se basent sur une approche sanitaire multibarrières. Il peut être considéré comme une forme de purin (au sens traditionnel).
Le terme lisain provient de la contraction des mots lisier (pour les excrétats du bétail) et humain. Il est d'abord utilisé au sein du programme de recherche-action OCAPI en 2018 avant de devenir plus commun en France pour les acteurs de l'assainissement écologique puis le grand public.

## Production
La production de lisain est peu énergivore et techniquement accessible à toutes et tous. Le traitement par stockage de 1 à 6 mois en cuve, fermée et étanche transforme l'urine humaine brute en lisain. Un processus d'hygiénisation a lieu lors du stockage, il permet d’abattre les germes pathogènes éventuellement présents dans l'urine sous un seuil considéré comme acceptable d'un point de vue sanitaire.

## Utilisation

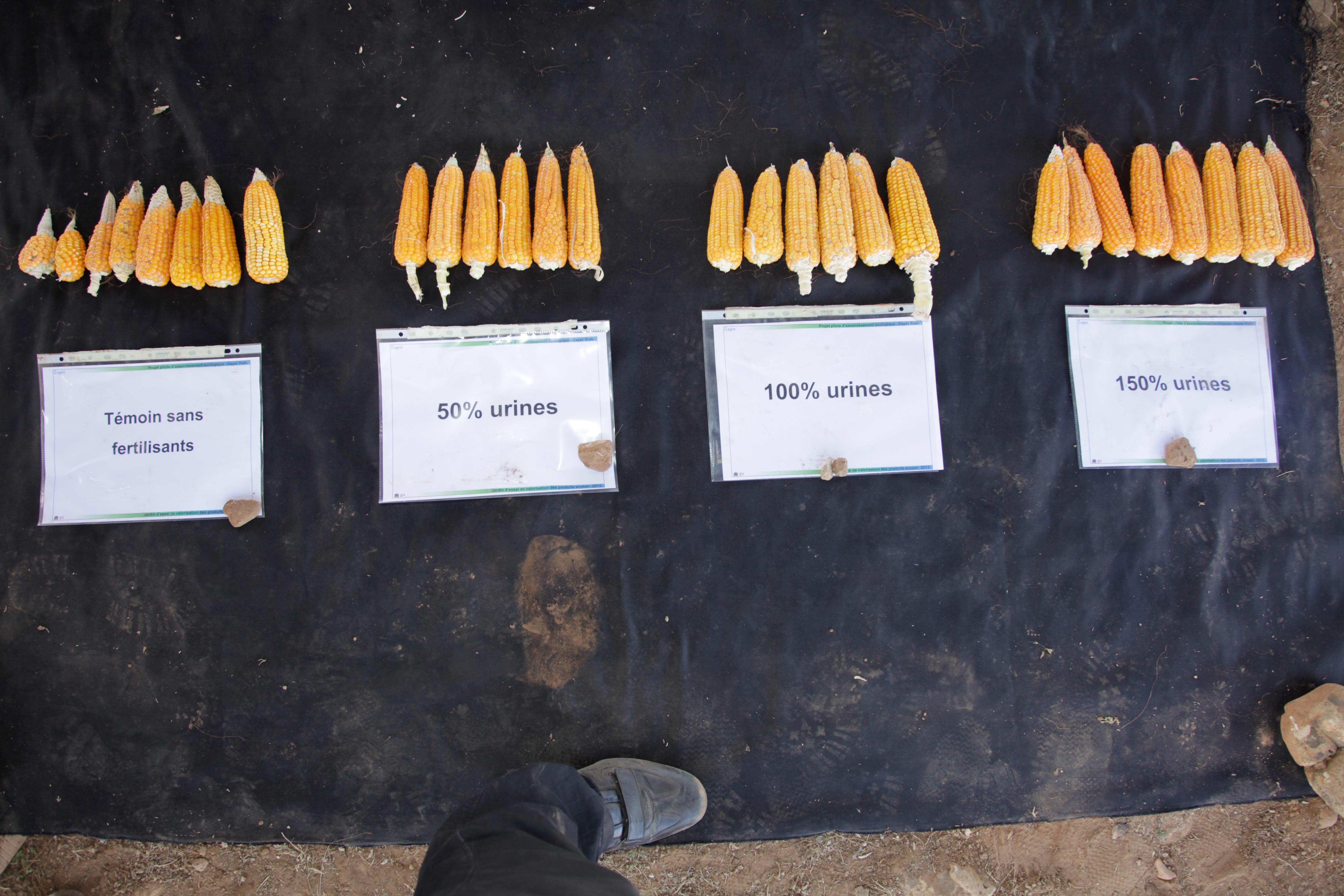
Comparaison de récoltes de maïs après fertilisation avec différentes quantités de lisain, Maroc, 2012.

Voir aussi Purin#Le purin, engrais organique et Urine#Recyclage en engrais. 
Ce fertilisant contient les nutriments issus de l'urine. On parle alors d'un urinofertilisant. Ces nutriments proviennent de l'alimentation des humains et peuvent donc retourner directement aux sols agricoles d'où ils ont été extraits pour produire les légumes, céréales ou aliments du bétail. Ils sont ainsi remis en circularité.
La valeur fertilisante du lisain en azote, phosphore, potassium  est donc variable en fonction du gisement d'urine. Elle a été fixée à 6 g N/l, 0,5 g P2O5/l et 1 g K2O/l en se basant sur différentes données bibliographiques (Martin et al.,2022). En fonction des conditions de collecte (matin/soir, type d'urinoir, adulte/enfant, régimes alimentaires, etc.), de stockage (cuve fermée, présence d'un réseau, etc.) et d'épandage (arrosoir, goutte à goutte, tonne à lisier à pendillards, etc.) ces teneurs notamment en azote peuvent varier. En plus, de ces trois nutriments azote, phosphore, potassium, le lisain contient également, en plus faibles concentrations, des minéraux utiles à la production végétale comme du fer, calcium, magnésium, bore, soufre, cuivre, zinc... L’azote du lisain est sous formes ammoniacale (±70 %) et organique (±20 %). Il présente également un reliquat d’urée (<10 %) n’ayant pas été hydrolysé par l'uréase, une enzyme qui digère naturellement l'urée en azote ammoniacal, ce qui permet un changement de pH favorable à l'hygiénisation.
A quantité égale d'azote apportée au champ, le lisain produit des effets agronomiques a minima identiques à ceux des engrais de synthèse.
L'urine humaine est une ressource renouvelable, disponible dans les territoires et non soumise aux aléas des cours des énergies fossiles et ressources minières. Sa transformation en lisain par un procédé rustique, simple, facilement appropriable et avec un bilan carbone faible en fait un urinofertilisant soutenable.